# Euphonia imitans
Euphonia imitans là một loài chim trong họ Fringillidae.